# 薩卡爾島

薩卡爾島（Sakar Island）是巴布亞新畿內亞的島嶼，位於溫博伊島以北14公里的太平洋海域，屬於錫西亞群島的一部分，由莫雷貝省負責管轄，面積34平方公里，最高點海拔高度992米。